# Харламов, Вячеслав Михайлович
Вячеслав Михайлович Харламов (28 января 1950, Ленинград) — советский и французский математик, специалист в области алгебраической геометрии и дифференциальной топологии.

## Биография
С 1967 по 1972 гг. учился в Ленинградском государственном университете, где в 1975 году защитил диссертацию «Неравенства и сравнения для эйлеровых характеристик некоторых вещественных алгебраических многообразий» под руководством В. А. Рохлина, получив степень кандидата физико-математических наук. С 1968 года преподавал в 45-й школе-интернате при ЛГУ, с 1976 года профессор Сыктывкарского университета. С 1979 по 1991 гг. профессор Ленинградского электротехнического института (ЛЭТИ). В 1985 году защитил докторскую диссертацию «Неособые поверхности степени 4 трехмерного вещественного проектвиного пространства», получив степень доктора физико-математических наук. С 1991 года профессор Страсбургского университета, где является постоянным членом Национального центра научных исследований.
В 1972-1976 годах дал решение частного случая  шестнадцатой проблемы Гильберта, касающегося количества компонент и топологии неособых алгебраических поверхностей четвёртого порядка в трёхмерном проективном пространстве.
В 1977 году стал лауреатом премии Московского математического общества. В 1978 году приглашённый докладчик на Международном конгрессе математиков в Хельсинки.
Имеет гражданство Франции.